# Адреса невідома (фільм)
«Адреса невідома» (фр. Sans laisser d'adresse) — французький кінофільм з Луї де Фюнесом.

## Сюжет
Паризький таксист Еміль Готьє (Бернар Бліє) підвозить з ліонського вокзалу провінційну дівчину Терезу, яка приїхала до Парижу, щоби знайти свого колишнього коханого, журналіста Форестьє, від якого вона народила сина. У Терези нема грошей для довготривалого перебування в Парижі, а знайти Форестьє ніяк не вдається. Нарешті, вона дізнається, що він уже одружений, і пробує покінчити життя самогубством, але її рятує Еміль.

## У ролях
- Бернар Бліє — Еміль Готьє
- Даніель Делорм
- Мішель Пікколі
- Симона Синьйоре
- Арлетт Маршаль
- Жульєт Греко
- Луї де Фюнес — майбутній батько в прийомній

## Нагороди
- 1-й Берлінський міжнародний кінофестиваль
  - 1951: Премія «Золотий ведмідь» за найкращу комедію — Жан-Поль Ле Шануа
- Міжнародний кінофестиваль у Карлових Варах
  - 1951: Приз за найкращу режисуру — Жан-Поль Ле Шануа

## Цікаві факти
- Луї де Фюнес зіграв в епізодичній ролі майбутнього батька.